# Austrolimnophila danbulla
Austrolimnophila danbulla är en tvåvingeart som beskrevs av Günther Theischinger 1996. Austrolimnophila danbulla ingår i släktet Austrolimnophila och familjen småharkrankar. Inga underarter finns listade i Catalogue of Life.